# Shayla Cooper
Shayla Jonique Cooper (Norcross, 8 maggio 1995) è una cestista statunitense.

## Carriera
È stata selezionata dalle Connecticut Sun al secondo giro del Draft WNBA 2017 (13ª scelta assoluta).